# 화이트 타이거 (영화)
《화이트 타이거》(영어: The White Tiger)는 2021년 제작된 인도, 미국의 범죄 드라마 영화이다. 아라빈드 아디가의 동명의 소설이 원작이다.

## 출연
- 아르다시 구라브 : 발라람 역
- 라지쿠마르 야다브 : 아쇽 역
- 프리양카 초프라 : 핑키 마담 역